# Front de l'Ouest (Première Guerre mondiale)
Pour les articles homonymes, voir Front de l'Ouest.
Première Guerre mondiale
Batailles
Front d'Europe de l’Ouest
- Liège (8-1914)
- Namur (8-1914)
- Frontières (8-1914)
- Anvers (9-1914)
- Grande Retraite (9-1914)
- Marne (9-1914)
- Course à la mer (9-1914)
- Yser (10-1914)
- Messines (10-1914)
- Ypres (10-1914)
- Givenchy (12-1914)
- 1re Champagne (12-1914)
- Hartmannswillerkopf (1-1915)
- Neuve-Chapelle (3-1915)
- 2e Ypres (4-1915)
- Colline 60 (4-1915)
- Artois (5-1915)
- Festubert (5-1915)
- Quennevières (6-1915)
- Linge (7-1915)
- 2e Artois (9-1915)
- 2e Champagne (9-1915)
- Loos (9-1915)
- Verdun (2-1916)
- Redoute Hohenzollern (3-1916)
- Hulluch (4-1916)
- 1re Somme (7-1916)
- Fromelles (7-1916)
- Arras (4-1917)
- Vimy (4-1917)
- Chemin des Dames (4-1917)
- 3e Champagne (4-1917)
- 2e Messines (6-1917)
- Passchendaele (7-1917)
- Cote 70 (8-1917)
- 2e Verdun (8-1917)
- Malmaison (10-1917)
- Cambrai (11-1917)
- Bombardements de Paris (1-1918)
- Offensive du Printemps (3-1918)
- Lys (4-1918)
- Aisne (5-1918)
- Bois Belleau (6-1918)
- 2e Marne (7-1918)
- 4e Champagne (7-1918)
- Château-Thierry (7-1918)
- Le Hamel (7-1918)
- Amiens (8-1918)
- Cent-Jours (8-1918)
- 2e Somme (9-1918)
- Bataille de la ligne Hindenburg
- Meuse-Argonne (10-1918)
- Cambrai (10-1918)

Front italien
Front d'Europe de l’Est
Front des Balkans
Front du Moyen-Orient
Front africain
Bataille de l'Atlantique
Le front de l'Ouest est le théâtre principal de la Première Guerre mondiale. Après le déclenchement de la guerre en 1914, l'armée allemande ouvre le front par l'invasion du Luxembourg et de la Belgique, puis en gagnant le contrôle militaire d'importantes régions industrielles de France. L'avancée allemande est ensuite arrêtée avec la bataille de la Marne. Après l'infructueuse course à la mer, les deux camps creusent une ligne fortifiée de tranchées, qui s'étend de la mer du Nord à la frontière entre la France et la Suisse. Dès lors, cette ligne reste essentiellement inchangée pendant une majeure partie du conflit mondial.
Entre 1915 et 1917, plusieurs grandes offensives ont lieu le long de ce front. Les tactiques offensives des armées reposent principalement sur des bombardements d'artillerie lourdes et des assauts d'infanterie massifs. Toutefois, la combinaison de tranchées, de nids de mitrailleuse, de fils de fer barbelés, et de tirs d'artillerie inflige de lourdes pertes aux attaquants, de même que les contre-attaques défensives. Par conséquent, aucune avancée significative n'est réalisée par aucun des deux camps. Parmi ces offensives, les plus coûteuses en hommes sont la bataille de Passchendaele avec environ 600 000 morts, la bataille de Verdun avec plus de 700 000 morts et enfin la bataille de la Somme où les pertes excèdent le million, pour les deux camps combinés.
Dans un effort pour sortir de l'impasse, ce front a vu l'introduction de nouvelles technologies militaires, notamment des gaz toxiques, des avions et des chars. Mais ce n'est qu'après l'adoption de meilleures tactiques qu'un certain degré de mobilité est restauré. L'offensive du printemps allemande de 1918 est rendue possible par la signature du traité de Brest-Litovsk, signalant le retrait russe de la guerre et, subséquemment, la clôture définitive du Front de l'Est. Désormais focalisées sur un seul théâtre de la guerre, les armées allemandes, usant de récentes tactiques d'infiltration, gagnent environ 97 kilomètres à l'ouest, ce qui marque l'avancée la plus significative par l'un des deux belligérants depuis le début de la guerre en 1914. Par cette offensive majeure menée par Ludendorff, les armées allemandes réussissent presque à réaliser une percée dans les rangs alliés.
Malgré la nature stable et stagnante du front de l'Ouest, il se révèle être l'un des théâtres d'opérations les plus décisifs de la Grande Guerre. L'inexorable avancée des armées alliées à partir de mi-1918 pousse les commandants allemands à croire que la défaite devient inévitable, et conduit ainsi le gouvernement à négocier un armistice le 11 novembre 1918, qui met fin aux combats sur le Front de l'Ouest, et à la Première Guerre mondiale. Les termes et conditions de la paix sont ensuite fixés définitivement avec la signature du traité de Versailles en 1919, qui impose entre autres des indemnités de réparation à l'Allemagne, désormais une république.

## 1914: invasion allemande du Gd-Duché du Luxembourg, de la Belgique et de la France

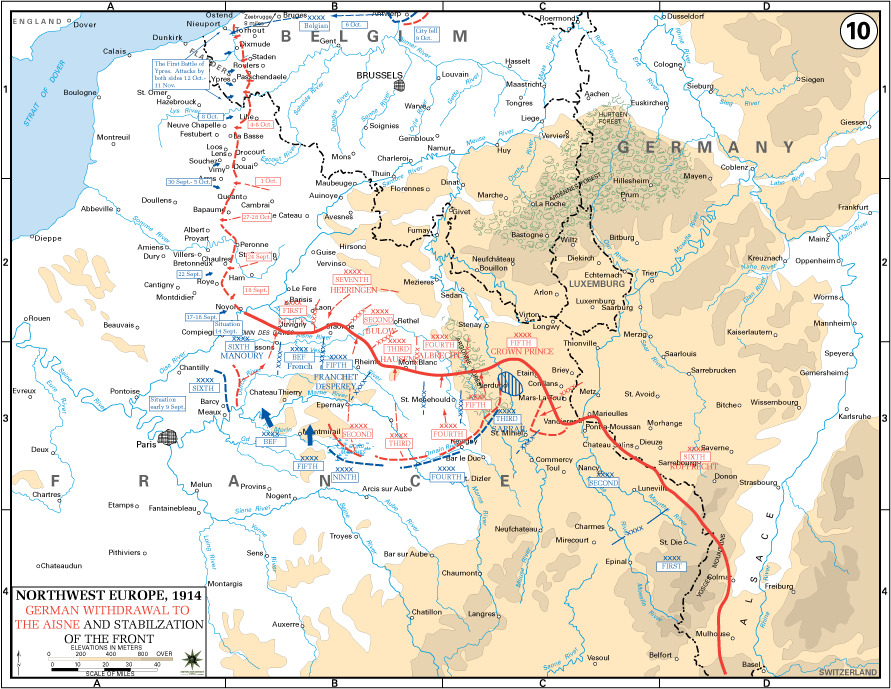
Carte du front de l'Ouest, présentant les itinéraires de la course à la mer, 1914.

Le 28 juin 1914, l'assassinat de l'archiduc d'Autriche François-Ferdinand par un étudiant serbe pousse l'Autriche-Hongrie, membre de la Triplice, à déclarer la guerre à la Serbie. Subséquemment, le système des alliances pousse l'Allemagne à déclarer la guerre à la Russie et à la France. L'armée allemande exécute alors une version modifiée du plan Schlieffen, qui prévoit d'attaquer rapidement la France à travers la Belgique neutre, avant de se tourner vers le sud pour encercler l'armée française sur la frontière entre les deux pays. En outre, le fait que la neutralité de la Belgique est garantie par le traité de Londres de 1839 pousse le Royaume-Uni à déclarer la guerre à l'Allemagne, rejoignant ainsi une guerre dont les belligérants commencent à s'inscrire au sein de deux parties distinctes : les Alliés et les Empires centraux. Le 4 août 1914, les armées allemandes commandées par Alexandre von Klück et Karl von Bülow attaquent la Belgique, tandis que le Luxembourg est occupé sans opposition le 2 août. La première bataille en Belgique est le siège de Liège, qui dure du 5 au 16 août. La ville de Liège est très bien fortifiée, équipée d'une ceinture de forts situés à l'est de la ville qui rend toute pénétration ardue. Ces forts servent d'ailleurs de points d'appui aux troupes alliées combattant dans les environs de Liège. Le général von Bülow, surpris de cette résistance à laquelle il ne s'attend pas, use alors de l'artillerie lourde allemande pour pilonner les forts clés, les réduisant à l'état de ruines au bout de quelques jours seulement. Après la chute de Liège, la majeure partie de l'armée belge se retire à Anvers et Namur, tandis que la capitale belge, Bruxelles, tombe aux mains des Allemands le 20 août 1914. Si l'armée allemande a finalement décidé de contourner Anvers, les soldats belges que la ville contient constituera une menace pour les flancs de la Deutsches Heer. S'ensuit le siège de Namur, qui dure du 20 au 23 août.

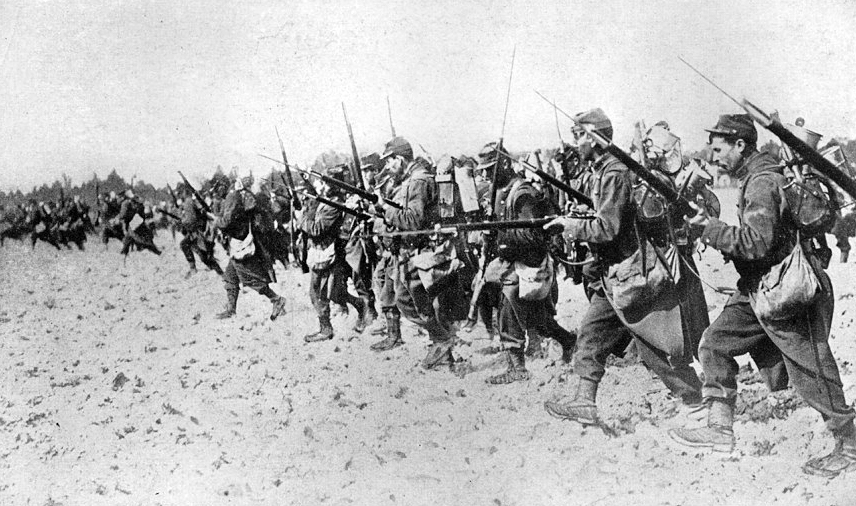
Soldats français durant une charge à la baïonnette avant guerre.

Quant à eux, les Français disposent de cinq armées déployées le long de leurs frontières. Le plan d'avant-guerre offensif français, le plan XVII, a pour but de capturer l'Alsace-Lorraine après le déclenchement des hostilités. Le 7 août, le 7e corps d'armée français attaque l'Alsace avec pour objectif défini la capture des villes de Mulhouse et de Colmar. La principale offensive est lancée le 14 août par les 1re et 2e armées qui attaquent en direction de Sarrebourg-Morhange en Lorraine. En conformité avec le plan Schlieffen, les Allemands se retirent lentement tout en infligeant de lourdes pertes aux Français. Les Français avancent leurs 3e et 4e armées vers la Sarre et tentent alors de capturer Sarrebourg en attaquant Briey et Neufchâteau, avant d'être repoussés par les Allemands. Ensuite, le 7e corps d'armée français capture Mulhouse après une brève escarmouche le 7 août, mais les forces de réserve allemandes récupèrent la ville après leur victoire à la bataille de Mulhouse, ce qui conduit à une retraite française des environs de la ville.
L'armée allemande marche à travers la Belgique, et face à la résistance, fait endurer à la population civile de grandes souffrances. La propagande des Alliés en temps de guerre saute immédiatement sur l'occasion afin de dresser un portrait très négatif de l'invasion allemande du pays, la représentant comme un « viol de la Belgique ». Après une marche à travers la Belgique, le Luxembourg et les Ardennes, l'armée allemande pénètre dans le nord de France lors de la seconde moitié du mois d'août, où elle rencontre les armées françaises, commandées par Joseph Joffre, et les six divisions initiales du Corps expéditionnaire britannique, menées par Sir John French. Une série d'affrontements s'ensuit, cette prise de contact entre les troupes allemandes et alliées étant communément désignée comme la bataille des Frontières. Les batailles clés de cette période incluent celles de Charleroi et de Mons. Lors de cette dernière, la 5e armée française est quasiment détruite par les 2e et 3e armées allemandes, cet accrochage ayant malgré tout contribué à retarder l'avancée allemande d'un jour. À la suite de ces défaites, une retraite générale des Alliés est déclarée, résultant malgré tout en d'autres affrontements lors des batailles du Cateau, de Maubeuge et de Guise (Saint-Quentin).

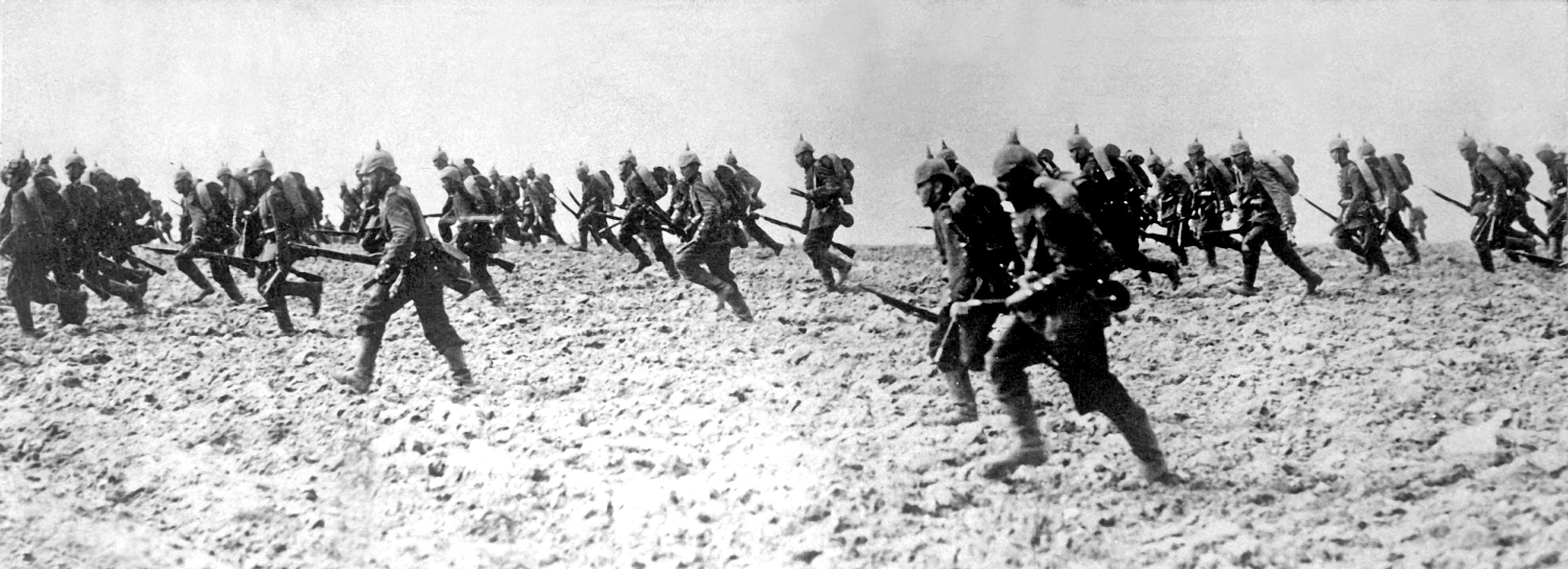
Infanterie allemande sur le champ de bataille, 7 août 1914.

L'armée allemande parvient à environ 70 kilomètres (43 mi) de Paris mais, lors de la première bataille de la Marne du 6 au 12 septembre, les troupes françaises et britanniques parviennent à repousser les Allemands, après avoir judicieusement exploité une brèche apparue entre les 1re et 2e armées allemandes. Cette retraite sonne ainsi la fin de l'avancée des troupes impériales en France. L'armée allemande, après sa retraite, se réfugie au nord de l'Aisne, montrant ainsi les prémices d'un front de l'Ouest qui resterait statique pour les trois années à venir. Après la retraite allemande, les belligérants tentent ensuite de se déborder les uns les autres, en essayant de se contourner mutuellement par les flancs lors de la course à la mer, étendant ainsi leur système de tranchées de la mer du Nord à la frontière suisse. L'occupation allemande du territoire français qui en résulte prive ainsi la France de 64 % de sa production de fonte, de 24 % de sa fabrication d'acier et de 40 % de sa capacité d'exploitation minière et de charbon, portant ainsi un coup sérieux, mais non fatal, à l'industrie du pays. Lors de ce mouvement, Lille, principale ville du Nord de la France et important centre industriel avec son agglomération est prise le 12 octobre par l'armée allemande après un court siège.
Du côté de l'Entente, les lignes sont partagées par les armées des pays alliés, avec chaque nation défendant une partie du front. Près de la côte dans le nord, les forces principales présentes sont celles de la Belgique, de l'Empire britannique et de la France. Après la bataille de l'Yser en octobre, les forces belges contrôlent 35 kilomètres du territoire des Flandres le long de la côte, avec leur front suivant l'Yser et l'Yperlée, s'étendant de Nieuport à Boezinge. Quant à elles, les forces du Corps expéditionnaire britannique sont stationnées dans le secteur sud. C'est là que du 19 octobre au 22 novembre, les forces allemandes effectuent leur dernière tentative de percée de 1914 lors de la première bataille d'Ypres. De lourdes pertes sont subies des deux camps, mais aucune percée n'est effectuée, le front restant stable. Après la bataille, Erich von Falkenhayn déclare qu'il pense qu'il n'y a plus aucune possibilité pour l'Allemagne de remporter la guerre. Le 28 novembre 1914, il essaye de convaincre ses pairs de chercher une solution diplomatique, mais le chancelier Theobald von Bethmann Hollweg, Paul von Hindenburg et Erich Ludendorff sont en désaccord avec la solution proposée par von Falkenhayn et veulent tous trois que les hostilités continuent, croyant fermement à une potentielle victoire finale de l'Empire. À Noël, le Corps expéditionnaire britannique surveille une ligne continue du canal de la Bassée au sud de Saint-Éloi dans la vallée de la Somme. Le reste du front, du sud à la frontière avec la Suisse, est occupé par les forces françaises.

## 1915: l'enlisement

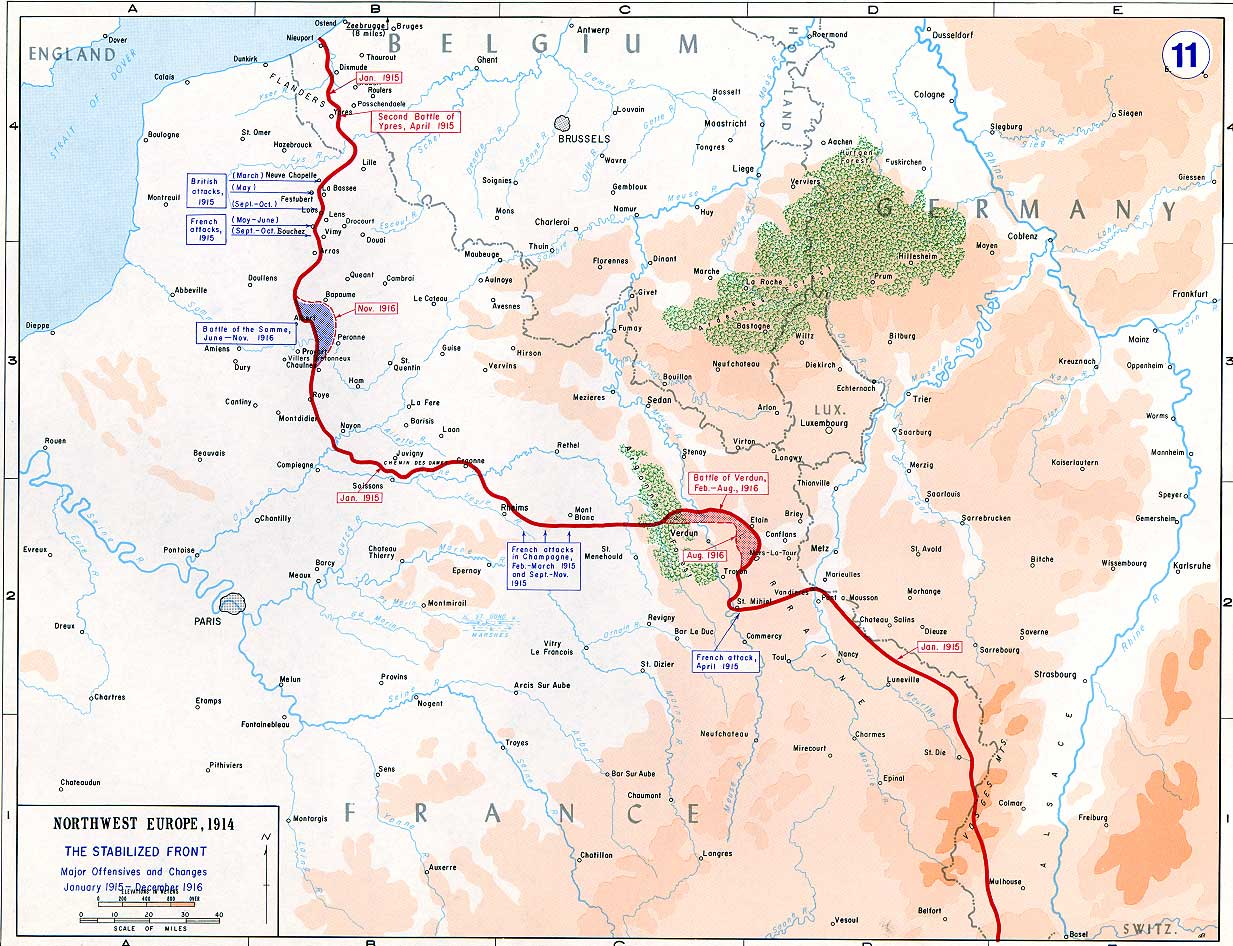
Carte du front en 1915-1916.

Le 10 mars, dans le cadre de ce qui était conçu comme une grande offensive dans la région de l'Artois, les armées britannique et canadienne ont attaqué à Neuve-Chapelle, dans un effort pour capturer la crête d'Aubers. L'assaut a été mené par quatre divisions et a permis une avancée de 3 km. Précédé par un bombardement concentré d'une durée de 35 minutes, l'assaut initial fait de rapides progrès, et le village a été capturé dans les quatre heures. Toutefois, l'assaut a ralenti en raison de problèmes de logistique et de communications. Les Allemands ont alors contre-attaqué. Le général John French porta l'échec sur la pénurie d'obus, malgré le succès de l'attaque initiale.

### La guerre chimique
Malgré les plans allemands qui prévoyaient de mener une guerre d'usure contre les Français et les Britanniques, le haut commandement allemand décida d'une nouvelle offensive sur la ville belge d'Ypres, que les Britanniques avaient pris en novembre 1914, lors de la première bataille d'Ypres. Cette seconde bataille d'Ypres avait pour but de détourner l'attention de grandes offensives sur le front de l'Est tout en perturbant la planification franco-britannique et de tester une nouvelle arme : la première utilisation à grande échelle d'armes chimiques.

### La guerre aérienne
Cette année a également vu l'introduction d'avions (premiers biplans militaires) spécialement conçus pour le combat aérien. Cette guerre aérienne inaugurera une course aux armements jusqu'à la fin de la guerre. Leur rôle restera toutefois mineur (contrairement à la Seconde Guerre mondiale où l'aviation sera un point-clé majeur du conflit), ayant pour fonction principale de mener des missions de reconnaissance en territoire ennemi.

### Les offensives de l'Entente

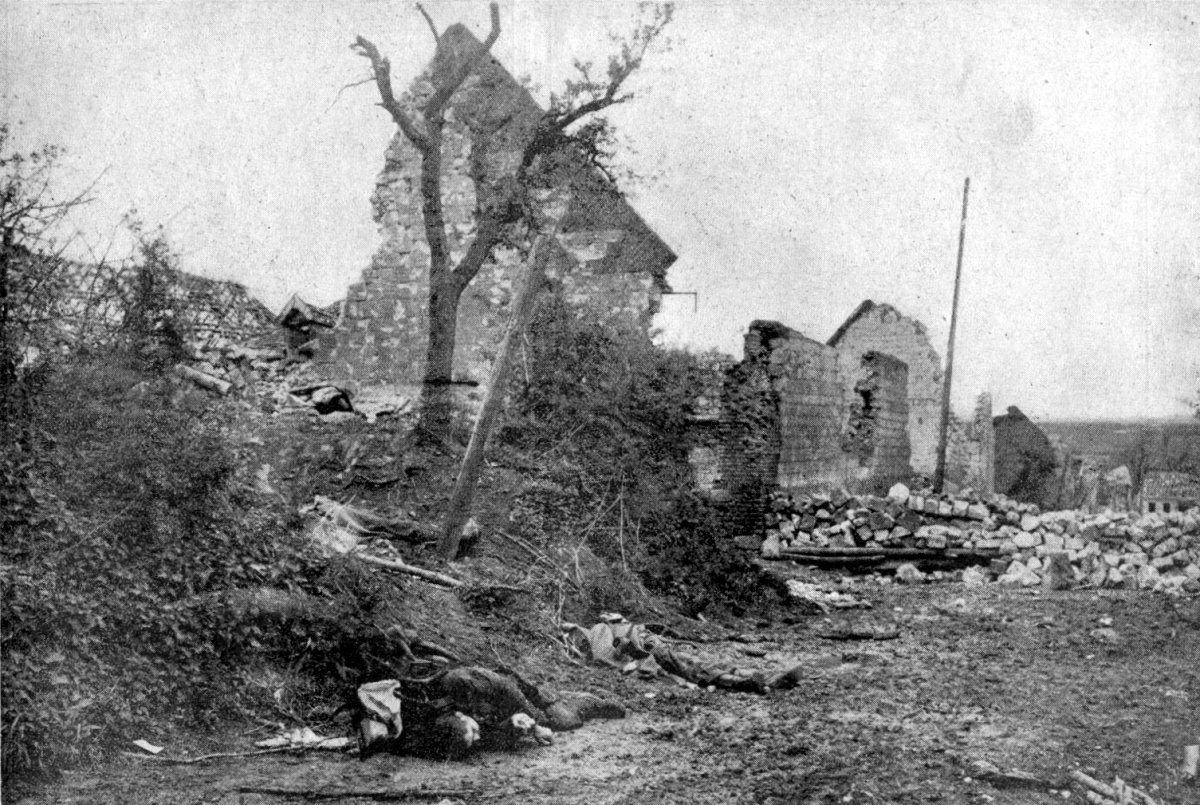
Les ruines de Carency après sa reprise par l'armée française.

En septembre 1915, l'Entente lance des offensives majeures. L'armée française attaque en Champagne, l'assaut principal étant lancé le 25 septembre, tandis que les Britanniques attaquent à Loos-en-Gohelle. Toutefois, en prévision de ces attaques, les Allemands ont développé des lignes défensives derrière les lignes de front, ce qui permet de contenir l'avancée française qui dure jusqu'en novembre. La tentative d'échapper à la guerre de siège en retrouvant la guerre de mouvement échoue car ces attaques sont coûteuses en hommes et stériles. Aussi, la confiance dans la clairvoyance des chefs qui conduisent les opérations ne cesse de se déprécier au constat, non pas de l'immobilisme contraint par la guerre de tranchées, mais de la stratégie inopérante du « grignotage », terme de Joffre qui met un nom sur son absence de perspective.

### Les chiens de traîneaux

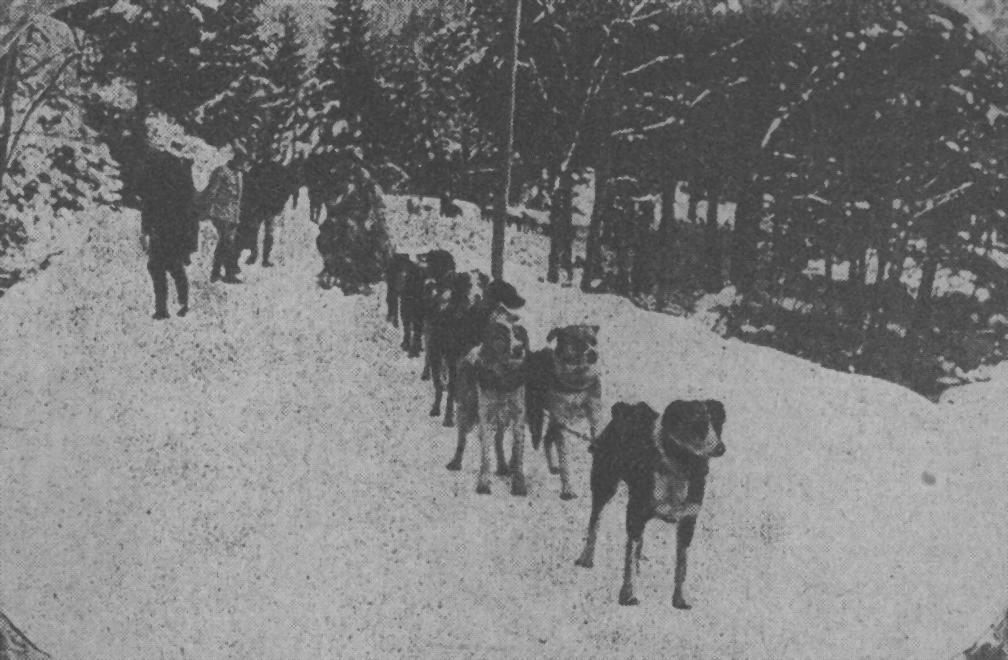
Un attelage des Sections d'Équipages Canins d'Alaska

Sous l'impulsion du capitaine Louis Moufflet et du lieutenant René Haas, l'armée française déploiera avec succès à partir de décembre 1915 des équipages de chiens de traîneaux sur le front des Vosges en soutien logistique et approvisionnement des postes avancés,.
Monsieur Alexandre Millerand, Ministre de la guerre approuve le 7 août 1915, le projet et confie la mission au capitaine Louis Moufflet. L'achat des 436 chiens, des 70 traîneaux et 440 harnais en Alaska et au Canada, puis l'acheminement vers les Vosges est détaillé dans un documentaire intitulé "Nom de code : les poilus d'Alaska".

## 1916: duels d'artillerie
L'année 1916 est une année de guerre de positions dont l'une des batailles les plus connues est la bataille de Verdun.

### La bataille de Verdun

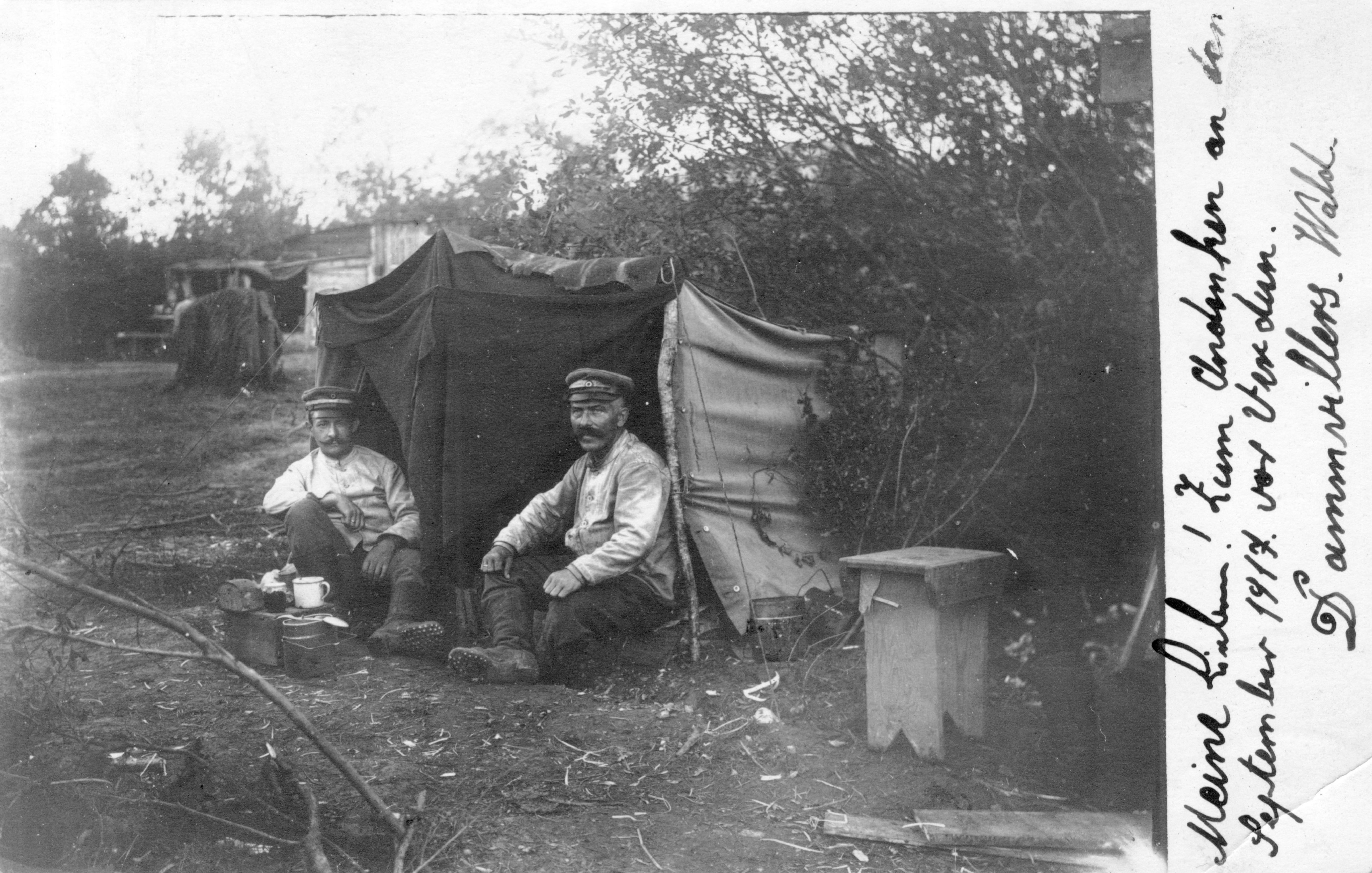
Soldats allemands dans les bois de Damvillers. 1917.

La bataille de Verdun a débuté le 21 février 1916 après un retard de neuf jours à cause de la neige et du blizzard. Après un énorme bombardement d'artillerie de huit heures, les Allemands ne s'attendaient pas à beaucoup de résistance de la part des Français. L'armée française a perdu le contrôle du fort de Douaumont. Néanmoins, les renforts français ont stoppé l'avance allemande le 28 février.
Alors que, côté allemand, ce sont pour l'essentiel les mêmes corps d'armée qui ont livré bataille, l'armée française fit passer à Verdun, par rotation, 70 % de ses Poilus, ce qui contribua à l'importance symbolique de cette bataille et à la renommée du général Pétain qui commanda la première partie de la bataille. C'est au général Robert Georges Nivelle que revint le mérite de l'enrayement définitif de l'offensive allemande (juin - juillet 1916), puis de la reconquête du terrain perdu entre octobre et novembre 1916 avec la récupération du fort de Douaumont, aidé en cela par son subordonné Charles Mangin.
Rétrospectivement, Verdun apparaît comme le lieu d’une des batailles les plus inhumaines auxquelles l’être humain s'est livré : l'artillerie y cause 80 % des pertes, le rôle des hommes y consiste surtout à survivre dans les pires conditions sur un terrain transformé en enfer, tout cela pour un résultat militaire nul.
Verdun sera, comme la Somme, une terrible leçon que certains théoriciens militaires allemands sauront comprendre. L'immobilité du front, malgré les moyens engagés, est due à l'absence de moteur : en 1940, soumise au feu motorisé des panzers, Verdun tombera en 24 heures.

### La bataille de la Somme

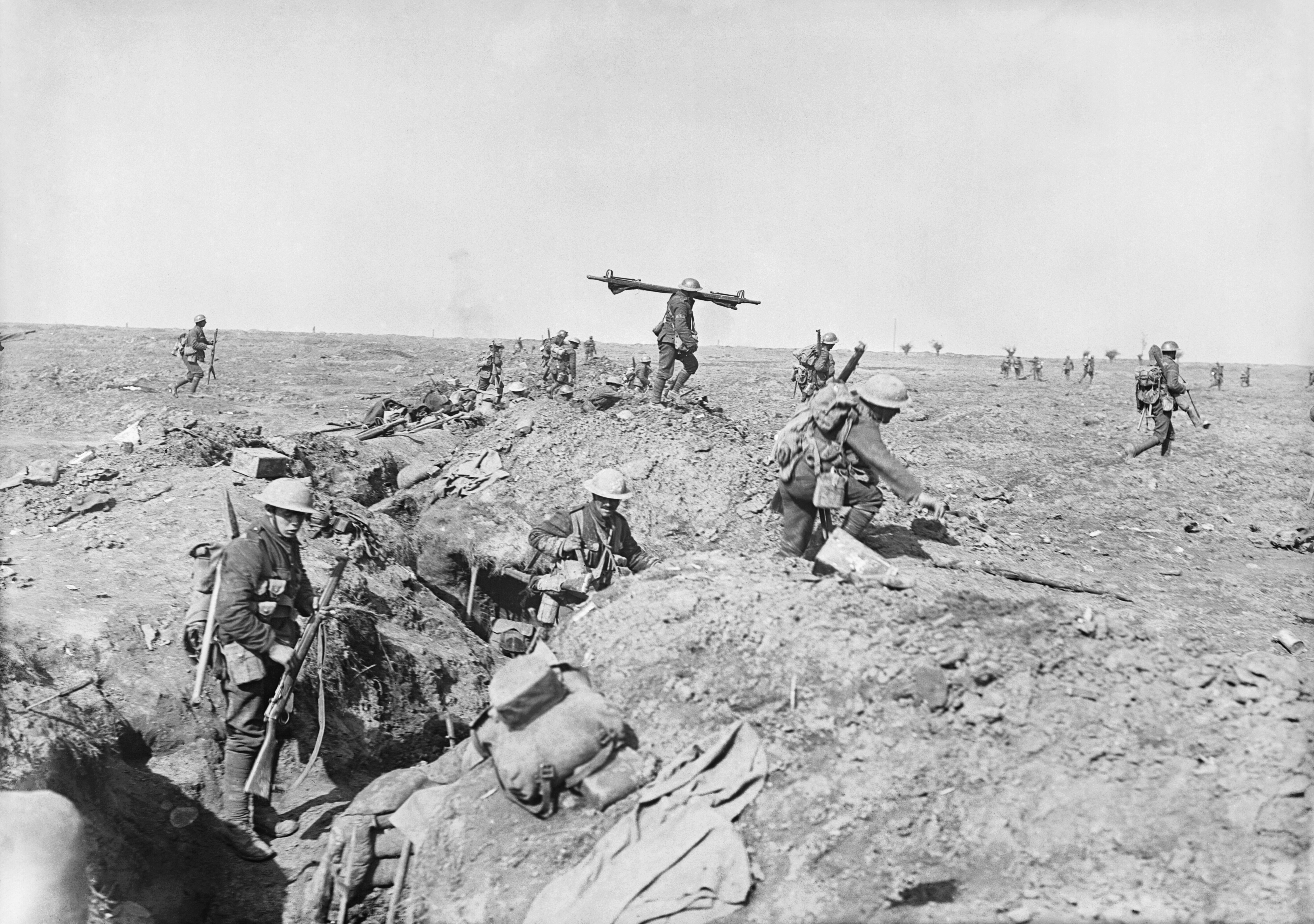
Avancée de l'armée britannique le 25 septembre 1916.

La bataille de la Somme fut l’une des principales confrontations du front occidental mais aussi de la guerre. Les forces britanniques et françaises tentèrent de percer à travers les lignes allemandes fortifiées sur une ligne nord-sud de 45 km proche de la Somme, au nord de la France, dans un triangle entre les villes d'Albert du côté britannique, Péronne et Bapaume.
Il s'agit de l'une des batailles les plus meurtrières de l'histoire humaine (hors victimes civiles), avec parmi les belligérants environ 1 060 000 de victimes, dont environ 442 000 morts ou disparus.
La première journée de cette bataille, le 1er juillet 1916, détient le triste record de la journée la plus sanglante pour l'armée britannique, avec 57 470 victimes dont 19 240 morts. La bataille prit fin le 18 novembre 1916.
Pour la première fois, un film de propagande, La Bataille de la Somme, a saisi une grande partie des horreurs de la guerre moderne en incluant des images issues des premiers jours de la bataille. Ces événements furent couverts par des photographes et peintres, dont François Flameng peintre officiel des armées dont les nombreux croquis et dessins de ces événements parurent dans la revue L'Illustration.

### La ligne Hindenburg

Vue aérienne de la ligne Hindenburg.

Au cours de la bataille de la Somme et à travers les mois d'hiver de 1916-1917, les Allemands ont créé une position défensive préparée derrière un pan de leur front : la ligne Hindenburg. Il s'agissait d'un vaste système de défenses et de fortifications au nord-est de la France, s'étendant sur près de 160 km de Lens, près d'Arras (Pas-de-Calais), à l'Aisne, près de Soissons.

## 1917: les offensives britanniques

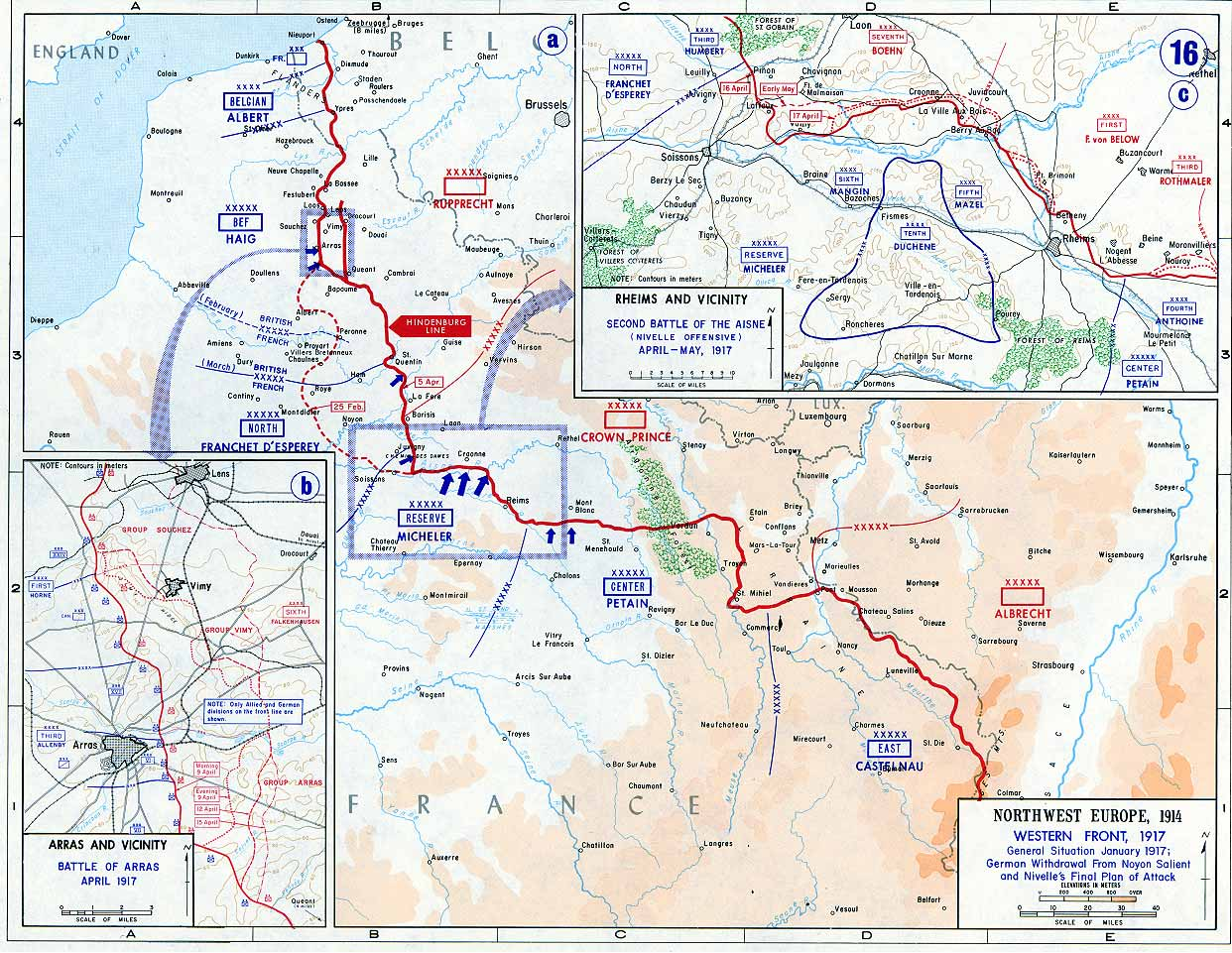
Carte du front en 1917.

L'année 1917 est marquée par les offensives britanniques et l'entrée en guerre des États-Unis.

### La bataille d'Arras
La bataille d'Arras est une offensive britannique, canadienne et australienne contre les troupes allemandes qui eut lieu à Arras en France du 9 avril au 16 mai 1917.
Pendant une grande partie de la guerre, les armées ennemies sur le front occidental furent dans une impasse, avec une ligne continue de tranchées s'étendant de la côte belge à la frontière suisse. L'objectif essentiel des Alliés à partir de début 1915 fut de percer les défenses allemandes en campagne et d'engager l'armée allemande numériquement inférieure dans une guerre de mouvement. L'offensive d'Arras fut conçue pour parvenir à ce résultat. Elle a été planifiée avec le haut commandement français, qui lança en même temps une attaque massive (l'offensive de Nivelle) près de quatre-vingts kilomètres plus au sud. L'objectif déclaré de cette opération combinée était de mettre fin à la guerre en quarante-huit heures. À Arras, les objectifs immédiats des Alliés étaient plus modestes : tenir les troupes allemandes loin du terrain choisi pour l'attaque française et prendre aux Allemands les hauteurs qui dominent la plaine de Douai.
Les premiers efforts furent axés sur une zone d'assaut relativement large entre Vimy au nord-ouest et Bullecourt au sud-est. Après de considérables bombardement, les troupes canadiennes progressèrent dans la région nord et furent en mesure de s'emparer de la crête stratégique de Vimy et les divisions britanniques placées au centre du dispositif furent également en mesure de faire des avancées importantes. C'est seulement dans le sud, où les forces britanniques et australiennes ont été à faire face à une défense en profondeur, que les assaillants ont obtenu des gains minimes. À la suite de ces premiers succès, les forces britanniques s'engagèrent dans une série d'opérations à petite échelle afin de consolider les positions nouvellement conquises. Bien que ces opérations aient généralement réussi à atteindre des objectifs limités, la plupart d'entre elles se sont soldées par un nombre relativement important de victimes.
Quand la bataille prit fin officiellement le 16 mai, les troupes britanniques avaient fait des progrès importants mais n'avaient jamais été capables de réaliser une percée majeure.

### Le moral des troupes françaises
À l'intérieur des troupes françaises, l'échec sanglant de l'offensive Nivelle sur le Chemin des Dames au printemps 1917, les conditions de vie effroyables dans le froid, la boue, le déluge d'obus et le report des permissions, tous ces facteurs s'additionnaient, provoquant une montée de la protestation parmi les hommes au front.
L'espoir suscité par l'offensive avait été énorme à la veille du 16 avril 1917 : le général Nivelle promettait la fin de la guerre et donc, pour chaque soldat, le retour chez soi. Après l'échec de l'offensive, fin avril, la déception et la colère grondent : les soldats ont l'impression que la bataille avait été mal préparée. L'état-major ne semble pas se préoccuper des pertes, son objectif est de progresser coûte que coûte.
Or début mai, l'ordre est donné de reprendre l'offensive dans les mêmes conditions sur un terrain toujours aussi désavantageux pour les Français. Il s'agit là d'une des principales causes de ces refus de monter en première ligne.

### La bataille de Cambrai
La bataille de Cambrai s'est déroulée du 20 novembre au 7 décembre 1917 aux environs de Cambrai. Lors de cette offensive, les Britanniques ont utilisé pour la première fois en masse, des chars d'assaut (en anglais tank, « réservoir »), les Mark IV. Cette offensive, initialement une réussite, fut cependant largement émoussée par la contre-offensive allemande.
Cambrai était en 1917 un point clé pour le ravitaillement de la position Siegfried (Siegfried Stellung), qui faisait partie de la ligne Hindenburg et la crête voisine du bois de Bourlon, si elle était prise, permettrait de menacer l'arrière allemand vers le nord.
Ernst Jünger, qui participa à cette bataille, a décrit dans Orages d'acier l'horreur et la fascination qu'elle lui a inspiré.

## 1918: les offensives finales

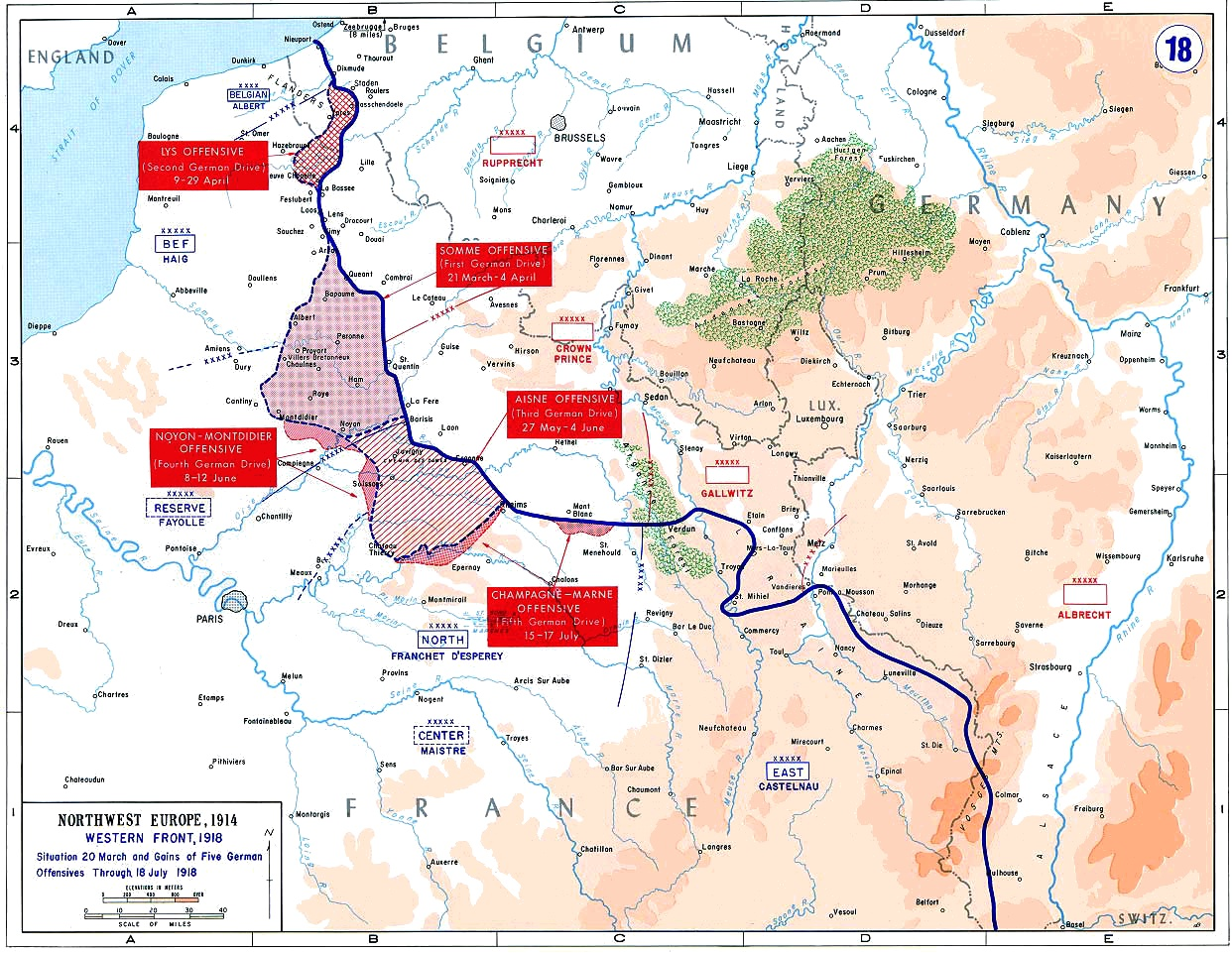
Carte des offensives finales allemandes sur le front en 1918.

À la suite de l'attaque victorieuse des Alliés et de la destruction des défenses allemandes à Cambrai, le haut commandement allemand a déterminé que la seule occasion pour la victoire allemande était maintenant d'effectuer une attaque décisive sur le front occidental au cours du printemps, avant que la main-d'œuvre américaine ne soit une présence significative. Le 3 mars 1918, la Russie se retire de la guerre à la suite du traité de Brest-Litovsk signé avec l'Allemagne.

### La seconde bataille de la Marne

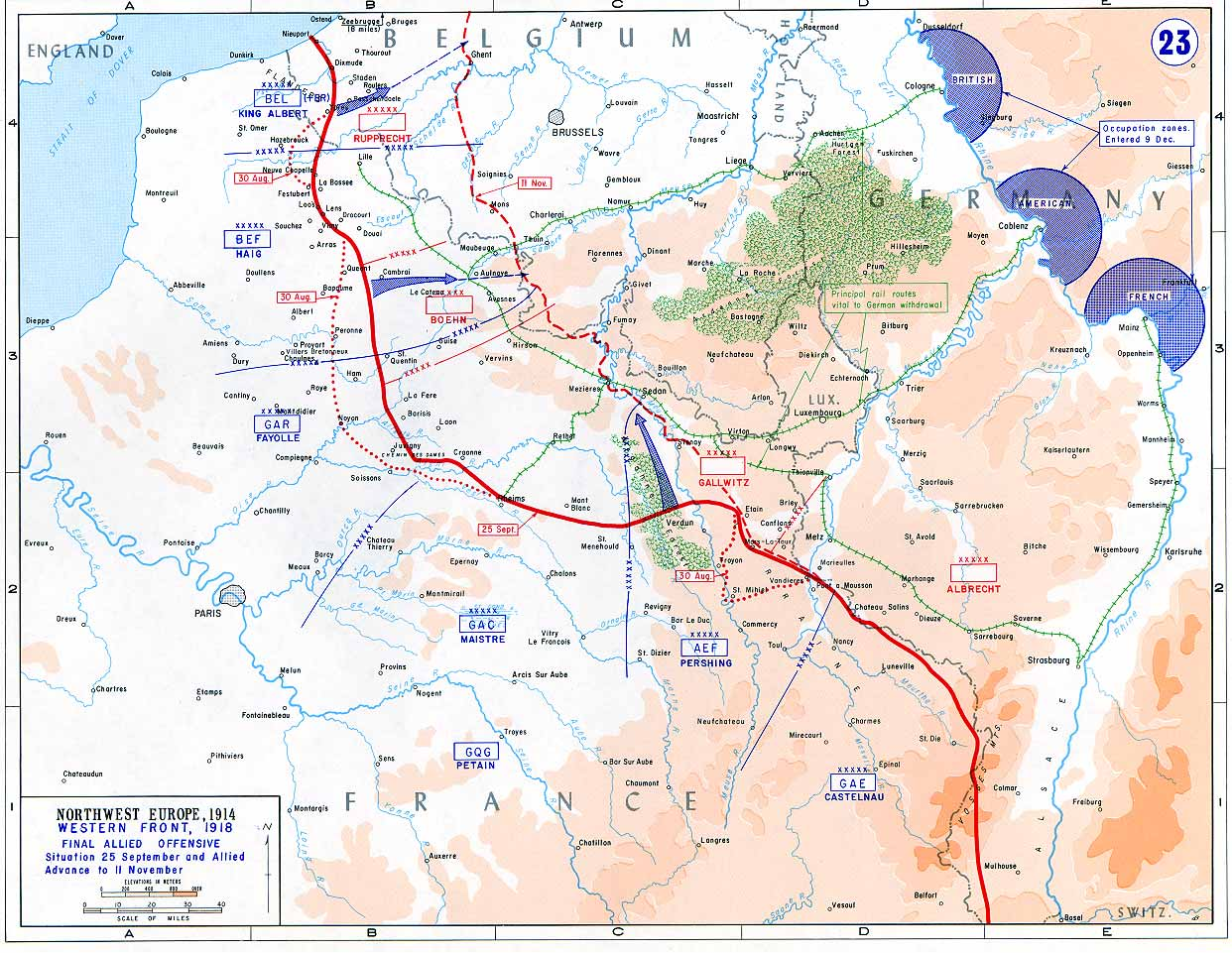
Carte des offensives finales alliées sur le front en 1918.

La seconde bataille de la Marne se déroula principalement du 15 au 20 juillet 1918.
Ludendorff concentre 42 divisions sous le commandement de Max von Boehn, chef de la VIIe Armée, qui tient le front entre Pontoise-lès-Noyon et Berry-au-Bac. L'aile gauche de la VIIe Armée est prolongée par 4 divisions de la Ire Armée (von Below) qui occupent le secteur de Berry-au-Bac à Reims et prendront part à l'attaque.
Le 27 mai, l’offensive allemande se déclenche près de l’Aisne, à partir du Chemin des Dames, où, l’année précédente, les Français ont échoué dans une attaque meurtrière. La préparation d’artillerie commence par un tir d’obus à gaz, puis devient mixte, mais avec plus de cinquante pour cent d’obus toxiques. Après le 5 juin, cinq autres divisions sont encore engagées, soit au total 47 divisions, correspondant à près de 60 françaises. L’offensive s’arrête pourtant dix jours plus tard en raison de l'épuisement des assaillants, mais ceux-ci ont avancé de 45 km, pris Château-Thierry et sont à 70 km de Paris. Ils devaient absolument tâcher de rectifier leurs lignes, en conquérant du terrain entre les deux saillants importants près d'Arras et de Reims, et un autre plus petit le long de la Lys. Ils appliquèrent d'abord leur effort aux deux zones qui encadraient Compiègne, en attaquant par les deux flancs le 9 juin. Mais leur offensive était assez mal organisée et ils durent subir eux-mêmes des attaques au gaz moutarde, de sorte que les troupes françaises, bien secondées par la 2e division d'infanterie US à Bois-Belleau et à Vaux, purent résister.

### L'offensive des Cent-Jours

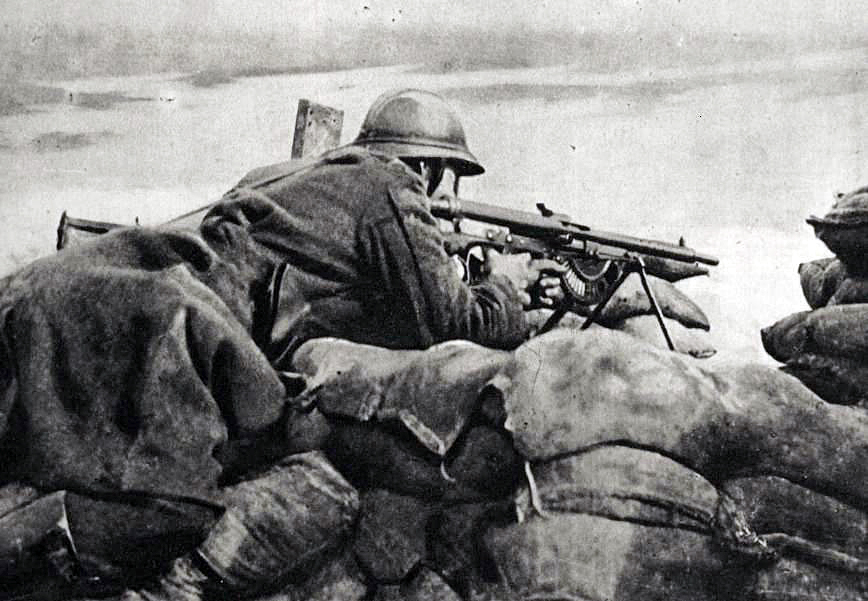
Soldat de l'armée belge sur le front occidental en 1918.

L'offensive des Cent-Jours est le nom donné à l'ultime offensive conduite par les Alliés de la Première Guerre mondiale contre les Empires centraux sur le Front de l'Ouest, du 8 août 1918 au 11 novembre 1918. En français on l'appelle aussi parfois « Les cent jours du Canada » en référence au rôle important joué par le Corps canadien sous commandement de la première armée britannique.
Pour la première fois depuis 1914, les troupes alliées parviennent à prendre l’ascendant. Au sein des troupes allemandes, le moral sombre, entraînant la capitulation d’un certain nombre d’unités. Lorsque les Alliés font 15 000 prisonniers le 8 août lors de la bataille d’Amiens, le général allemand Ludendorff, évoque un « jour de deuil de l'armée allemande ».
En novembre 1918, la Deutsches Heer ne dispose plus que 184 divisions en ligne et 17 en réserve dont 2 fraiches contre, côté Alliés, 205 divisions en ligne et 103 en réserve dont 60 fraiches.
Cette offensive eut pour résultat la démoralisation définitive des armées allemandes et leur retraite, conclue par l'armistice signé à Compiègne et marquant la fin de la guerre.
C'est Pierre Sellier, un caporal, qui a l'honneur de sonner le cessez-le-feu le 11 novembre 1918 à Rethondes.

## Bilan de la guerre

### Conséquences
La guerre sur le front occidental a conduit le gouvernement allemand et ses alliés à demander un armistice en dépit du succès allemand ailleurs. En conséquence, les conditions de l'armistice ont été dictées par la France, la Grande-Bretagne et les États-Unis, au cours de la conférence de paix de Paris en 1919. Le résultat est le traité de Versailles, signé en juin 1919 par une délégation du nouveau gouvernement allemand (l'armistice est signé par la république de Weimar après la dissolution de l'Empire allemand). La France subit de lourdes pertes civiles et le nord du pays est dévasté. L'Allemagne est quant à elle en faillite en 1919 et doit payer de lourdes dettes aux pays vainqueurs.

### Pertes humaines

Graphique montrant les pertes militaires et civiles de la Première Guerre mondiale selon les différents camps.

Note : du fait de l'ampleur des pertes humaines, il est difficile d'obtenir des données précises.
| Bataille                      | Année | Pertes alliées | Pertes allemandes |
| ----------------------------- | ----- | -------------- | ----------------- |
| Première bataille de la Marne | 1914  | 250 000        | 250 000           |
| Bataille de Verdun            | 1916  | 163 000        | 143 000           |
| Bataille de la Somme          | 1916  | 622 221        | 437 322           |
| Bataille du Chemin des Dames  | 1917  | 187 000        | 163 000           |
| Bataille de Passchendaele     | 1917  | 300 000        | 260 000           |
| Seconde bataille de la Marne  | 1918  | 125 000        | 168 000           |

### Séquelles dans la zone rouge

Cartographie des zones bleues, rouges et jaunes telles que décidées ou négociées après la fin de la Première Guerre mondiale.

La Première Guerre mondiale ayant inauguré l’utilisation massive de munitions industriellement produites, elle a laissé en France, en Belgique et en Allemagne de graves séquelles physiques, chimiques et écotoxicologiques. La France est le pays qui a été le plus durement touché par ces destructions (environ 7 % du territoire métropolitain), avec dans certaines zones où se sont concentrés les combats les plus violents, des destructions quasi totales d'une ampleur sans précédent. Ces dégâts induiront des réformes importantes, notamment celles relatives au droit de la guerre.
Dans un premier temps, les délimitations furent établies sur cartes, selon l’importance des impacts estimés.
Les territoires victimes de dommages furent classés en 3 catégories, dites zones rouges, bleues et jaunes ; couleurs représentées sur la carte en marge. Après avoir dressé des cartographies départementales de délimitation, les habitants et les services de l'État décidèrent des modes d'exploitation possibles à attribuer aux zones rouges référencées sur des plans directeurs au 1/10.000e.

#### En français
- Joseph Joffre, 1914-1915 : La préparation de la guerre et la conduite des opérations, Paris, E. Chiron, 1920, 149 p., in-16°, (BNF 32286127).
- Maurice Naërt, Lefranc, Gratien Laxague, Jean Courbis et J. Joubert, Les armées françaises dans la Grande guerre, t. 1, Paris, Impr. nationale, 1936, 602 p., lire en ligne sur Gallica.
- Jean-Noël Grandhomme, La Première Guerre mondiale en France, Rennes, Ouest-France, coll. « Mémoires de l'histoire », 2002, 127 p. (ISBN 2-7373-2842-X, OCLC 422022293)
- John Horn et Allan Kramer (trad. de l'anglais par Hervé-Marie Benoît), 1914, les atrocités allemandes : la vérité sur les crimes de guerre en France et en Belgique [« German atrocities, 1914 : a history of denial »], Paris, Éditions Tallandier, coll. « Bibliothèque d'histoire de la Première Guerre mondiale », 2006 (réimpr. 2011) (1re éd. 2005), 640 p. (ISBN 2-84734-235-4 et 9782847342352, OCLC 181355815)
- Pierre Renouvin, La Crise européenne et la Première Guerre mondiale, Paris, Presses universitaires de France, coll. « Peuples et civilisations » (no ⅩⅨ), 1962 (réimpr. 1939, 1948, 1965, 1969, 1972, 1973), 4e éd. (1re éd. 1934), 779 p. (OCLC 250338377)
- Jean-Jacques Becker, 1914 : Comment les Français sont entrés dans la guerre, contribution à l'étude de l'opinion publique, printemps-été 1914, Paris, Presses de la Fondation Nationale des Sciences Politiques, 1977, 637 p. (ISBN 2-7246-0397-4, présentation en ligne) (texte remanié de la thèse d'État soutenue à Paris X en 1976).
- Philippe Pétain (préf. Marc Ferro), La Guerre mondiale 1914-1918, Toulouse, Éditions Privat, 13 mai 2014, 384 p., 15 × 22 cm (ISBN 978-2-7089-6961-2)
- Guy Pedroncini, Présentation de la bataille de Verdun (lire en ligne [PDF])
- Marc Ferro, La Grande Guerre : 1914-1918, Paris, éditions Gallimard, 1969, 412 p. (ISBN 978-2-07-032583-2)
- Marc Ferro et al., Frères de tranchées, Paris, Tempus, 2006 (ISBN 978-2-262-02599-1)
- Patrick Garreau, 1914, une Europe se joue sur la Marne, Paris, Economica, 2004 (ISBN 978-2-7178-4946-2)
- Frédéric Rousseau, La Guerre censurée, Une histoire des combattants européens de 14-18, Paris, éditions du Seuil, 2003, 462 p. (ISBN 978-2-02-061258-6)
- John Buchan, La Bataille de la Somme, juillet-novembre 1916, Thomas Nelson & sons LTD, vers 1920.
- Alain Denizot, La bataille de la Somme : juillet-novembre 1916, Paris, Perrin, coll. « Tempus » (no 119), 2006, 224 p. (ISBN 978-2-262-02426-0, OCLC 469699828)

#### En anglais
- (en) Anthony P. Adamthwaite, The Making of the Second World War, Routledge, 1989 (1re éd. 1977), 240 p. (ISBN 0-415-90716-0, présentation en ligne)
- (en) Martin S. Alexander, The Republic in Danger : General Maurice Gamelin and the Politics of French Defence, 1933–1940, Cambridge University Press, 2003, 588 p. (ISBN 0-521-52429-6 et 9780521524292, OCLC 49641380, présentation en ligne)
- (en) Jonathan B. A. Bailey, Field artillery and firepower, Annapolis, Md ., Naval Institute Press, 2004, 2nd éd., 633 p. (ISBN 1-59114-029-3, LCCN 2003006782, présentation en ligne)
- (en) Peter Barton, Peter Doyle et Johan Vandewalle., Beneath Flanders Fields : The Tunnellers' War, 1914-1918, Staplehurst (Angleterre), McGill-Queen's University Press, 2005 (ISBN 0-7735-2949-7, OCLC 57061631, LCCN 2005412027, présentation en ligne)
- (en) Franky Bostyn, Peter Doyle (éditeur) et Matthew R. Bennett (éditeur), Fields of Battle : Terrain in Military History, Dordrecht/Boston/London, Springer, 2002, 398 p. (ISBN 1-4020-0433-8 et 978-1402004339), « Zero Hour: Historical Note on the British Underground War in Flanders, 1915-17 »
- (en) Christopher Campbell, Aces and Aircraft of World War I, Dorset, Blandford Press Ltd, 1981 (ISBN 0-7137-0954-5, OCLC 7441309, LCCN 80141927, présentation en ligne)
- (en) Roger Chickering et Stig Förster, Great war, total war : combat and mobilization on the western front, 1914-1918, Cambridge/New York/Washington, Cambridge University Press, 2000, 531 p. (ISBN 0-521-77352-0, lire en ligne)
- (en) Jamie H. Cockfield, With Snow on Their Boots : The Tragic Odyssey of the Russian Expeditionary Force in France During World War I, Macmillan, 1999, 408 p. (ISBN 0-312-22082-0 et 9780312220822, OCLC 43756197, présentation en ligne)
- (en) Gordon Corrigan, Sepoys in the Trenches : The Indian Corps on the Western Front 1914–1915, Spellmount Ltd, 1999 (réimpr. 2006), 273 p. (ISBN 1-86227-354-5 et 9781862273542, OCLC 69486402, présentation en ligne)
- (en) Michael L. Dockrill et David French, Strategy and intelligence : British policy during the First World War, Continuum International Publishing Group, 1996, 207 p. (ISBN 1-85285-099-X, lire en ligne), p. 77
- (en) Ashley Ekins, 1918 - Year of Victory : The End of the Great War and the Shaping of History, Exisle Publishing, 2010, 308 p. (ISBN 978-1-921497-42-1 et 1-921497-42-4)
- (en) Robert T. Foley, German Strategy and the Path to Verdun : Erich von Falkenhayn and the Development of Attrition, 1870-1916, Cambridge, Cambridge University Press, 2005, 301 p. (ISBN 0-521-84193-3)
- (en) John F. C. Fuller, The Conduct of War, 1789–1961 : A study of the impact of the French, Industrial and Russian revolutions on war and its conduct, New York, Da Capo Press, 1992 (ISBN 0-306-80467-0, LCCN 91035633, présentation en ligne)
- (en) Jack Granatstein et Desmond Morton, Canada and the Two World Wars, Toronto, Key Porter, 2003 (ISBN 1-55263-509-0, présentation en ligne)
- (en) Paddy Griffith, Fortifications of the Western Front 1914-18, Osprey Publishing, 2004, 64 p. (ISBN 1-84176-760-3 et 9781841767604, présentation en ligne)
- (en) William R. Griffiths et Thomas E. Griess (éditeur), The Great War, Wayne, NJ, Avery Publishing Group, 1986 (ISBN 0-89529-312-9 et 0895292734, LCCN 86001139, présentation en ligne)
- (en) William R. Griffiths, The Great War, Garden City Park, N.Y ., Square One Publishers, Inc, 2003, 224 p. (ISBN 0-7570-0158-0, OCLC 51931391, LCCN 2003045484, présentation en ligne)
- (en) Fred R. van Hartesveldt, The Battles of the British Expeditionary Forces, 1914-1915 : Historiography and Annotated Bibliography, Greenwood Publishing Group, 30 avril 2005, 195 p. (ISBN 0-313-30625-7 et 9780313306259, présentation en ligne), chap. 25, p. 17
- (en) Holger H. Herwig, The First World War : Germany and Austria-Hungary, 1914-1918, St. Martin's Press, Inc, 1997, 490 p. (ISBN 0-340-67753-8)
- (en) Holger Herwig et Keith Wilson (éditeur), Forging the collective memory, Berghahn Books, 1996, 300 p. (ISBN 978-1-57181-862-1, présentation en ligne), « Patriotic Self-Censorship in Germany After the Great War »
- (en) Isabel V. Hull, Absolute destruction : military culture and the practices of war in Imperial Germany, Ithaca, Cambridge University Press, 2005, 384 p. (ISBN 0-8014-7293-8 et 0801442583, présentation en ligne)
- (en) Simon Jones, World War I Gas Warfare Tactics and Equipment, Osprey Publishing, 2002, 64 p. (ISBN 1-84603-151-6 et 9781846031519, présentation en ligne)
- (en) Simon Jones et Richard Hook, World War I Gas Warfare Tactics and Equipment, Osprey Publishing, 2007, 64 p. (ISBN 978-1-84603-151-9 et 1-84603-151-6)
- (en) Paul Kennedy, The Rise and Fall of the Great Powers : Economic Change and Military Conflict from 1500 to 2000, New York, Vintage Books, 1989, 677 p. (ISBN 0-679-72019-7 et 9780679720195, LCCN 88040123)
- (en) MacGregor Knox, To the Threshold of Power, 1922/33 : Origins and Dynamics of the Fascist and National Socialist Dictatorships, 1, Cambridge (GB)/New York, Cambridge University Press, 2007, 1re éd., 448 p. (ISBN 978-0-521-87860-9 et 0-521-87860-8, présentation en ligne)
- (en) Timothy T. Lupfer, The Dynamics of Doctrine, The Changes in German Tactical Doctrine During the First World War, Fort Leavenworth, Kan, U.S. Army Command and General Staff College, juillet 1981 (LCCN 82601219, lire en ligne)
- (en) Michael J. Lyons, World War I : A Short History, Prentice Hall, 2000 (réimpr. 1994, 1999), 2nd éd., 354 p. (ISBN 0-13-020551-6, OCLC 41326381, LCCN 99023061, présentation en ligne)
- (en) Samuel L. A. Marshall, The American Heritage History of World War I, American Heritage, Oxford University Press, 1982 (1re éd. 1964) (ISBN 0-517-38555-4, OCLC 82009617, LCCN 82009617, présentation en ligne)
- (en) William Martin, Verdun 1916 : They Shall Not Pass, Osprey Publishing, 22 août 2001 (ISBN 1-85532-993-X et 9781855329935, présentation en ligne)
- (en) Robert K. Massie, Castles of Steel : Britain, Germany, and the Winning of the Great War at Sea, New York, Ballantine Books, 2004 (réimpr. 2005) (1re éd. 2003) (ISBN 0-224-04092-8, LCCN 2004426394, présentation en ligne)
- (en) Gerald W. L. Nicholson, The Fighting Newfoundlander, 209, McGill-Queen's University Press, 2007, 614 p. (ISBN 978-0-7735-3206-9 et 0-7735-3206-4, présentation en ligne)
- (en) Albert Palazzo, Seeking Victory on the Western Front : The British Army and Chemical Warfare in World War I, Bison Books ., 2002, 245 p. (ISBN 0-8032-8774-7 et 9780803287747, présentation en ligne)
- (en) Rod Paschall, The defeat of imperial Germany, 1917-1918, 1, Da Capo Press, 1994 (ISBN 0-306-80585-5, OCLC 30353219, présentation en ligne), p. 105–117
- (en) William Philpott, Three Armies on the Somme : The First Battle of the Twentieth Century, Random House Digital, Inc, 2010, 631 p. (ISBN 978-0-307-26585-2 et 0-307-26585-4, lire en ligne)
- (en) Robin Prior et Trevor Wilson, The Somme, New Haven/London, Yale University Press, 2005, 358 p. (ISBN 0-300-10694-7, LCCN 2004028497, présentation en ligne)
- (en) Martin Samuels, Command or control ? : command, training and tactics in the British and German armies, 1888-1918, Londres, Psychology Press, 1995, 339 p. (ISBN 0-7146-4570-2 et 0714642142, LCCN 95007053, présentation en ligne)
- (en) Leonard V. Smith, Stéphane Audoin-Rouzeau et Annette Becker, France and the Great War, 1914-1918, Cambridge University Press, 2003, 202 p. (ISBN 0-521-66631-7, présentation en ligne)
- (en) Mike Spick, The Illustrated Directory of Fighters, St. Paul, MN, MBI Pub, 2002, 480 p. (ISBN 0-7603-1343-1, OCLC 50437562, LCCN 2003266501, présentation en ligne)
- (en) John Terraine, Mons : The Retreat to Victory, Wordsworth Editions, 15 juin 2002, 224 p. (ISBN 1-84022-243-3 et 9781840222432, présentation en ligne)
- (en) Richard F. Hamilton (éditeur) et Holger H. Herwig (éditeur), The Origins of World War I, Cambridge, New York, Cambridge University Press, 2003 (ISBN 0-521-81735-8, LCCN 2002067092, lire en ligne)
- (en) Philip Warner, The Battle of Loos, Wordsworth Editions, 2000 (1re éd. 1976), 245 p. (ISBN 1-84022-229-8, OCLC 43500483, LCCN 2003464167, présentation en ligne)
- (en) Andrew A. Wiest, Haig : The Evolution of a Commander, Potomac Books Inc., 2005, 137 p. (ISBN 1-57488-684-3 et 9781574886832, présentation en ligne)
- (en) Alexander Watson, Enduring the Great War : combat, morale and collapse in the German and British armies, 1914-1918, Cambridge (GB)/New York, Cambridge University Press, 2008, 288 p. (ISBN 978-0-521-88101-2 et 0-521-88101-3, présentation en ligne)
- (en) G.C. Wynne, If Germany Attacks : The Battle in Depth in the West, Connecticut, Greenwood Press, 1976 (1re éd. 1940), 343 p. (ISBN 0-8371-5029-9, OCLC 2387700, LCCN 72084291)
- (en) Larry Zuckerman, The Rape of Belgium : The Untold Story of World War I, New York, New York University Press, 2004, 339 p. (ISBN 978-0-8147-9704-4, lire en ligne)

#### En allemand
- (de) Jean-Jacques Becker, Gerd Krumeich: Der Große Krieg. Deutschland und Frankreich im Ersten Weltkrieg 1914–1918. Klartext, Essen 2010.  (ISBN 978-3-8375-0171-1).
- (de) Susanne Brandt, Vom Kriegsschauplatz zum Gedächtnisraum. Die Westfront 1914–1940. Nomos, Baden-Baden, 2000.  (ISBN 3-7890-6758-X).
- (de) Gerhard Hirschfeld, Gerd Krumeich, Irina Renz: Die Deutschen an der Somme 1914–1918. Krieg, Besatzung, Verbrannte Erde.. Klartext, Essen 2006.  (ISBN 978-3-89861-567-9).
- (de) Dieter Storz, Die Westfront 1918. In Militärgeschichte, Heft 3/2008, MGFA,  (ISSN 0940-4163).
- (de) Bernd Ulrich, Benjamin Ziemann (Hrsg.): Frontalltag im Ersten Weltkrieg. Ein historisches Lesebuch. Klartext, Essen 2008.  (ISBN 978-3-8375-0015-8).